# Myrmeleon invisus
Myrmeleon invisus är en insektsart som beskrevs av Walker 1853. Myrmeleon invisus ingår i släktet Myrmeleon och familjen myrlejonsländor. Inga underarter finns listade i Catalogue of Life.